# (9332) 1990 SB1
A (9332) 1990 SB1 a Naprendszer kisbolygóövében található aszteroida. Henry Holt fedezte fel 1990. szeptember 16-án.